# Achille Lefort
Pour les articles homonymes, voir Lefort.
Achille Lefort est un homme politique français né le 12 février 1834 à Tailly (Somme) et mort le 3 mars 1912 à Rouen (Seine-Maritime).

## Biographie
Achille Lefort débute en 1854 comme maître d'études au lycée Corneille à Rouen et passe une licence ès-lettres en 1860. Professeur de lycée, puis, à partir de 1866, à l'école supérieure des sciences et lettres de Rouen, il est conseiller municipal de Rouen de 1881 à 1902 et adjoint au maire de 1888 à 1893. Il est député de Seine-Maritime de 1906 à 1910, inscrit au groupe de la Gauche radicale. Il est l'auteur d'une Histoire de Rouen, publiée en 1884.
Il est nommé officier d'Académie en 1865, officier de l'Instruction publique en 1884, puis chevalier de la Légion d'honneur en 1891.
Il est président de la Société libre d'émulation de la Seine-Inférieure de 1880 à 1882 et de la Société normande de géographie de 1881 à 1883.
Il demeure 39 rue de l'Hôpital à Rouen au moins de 1886 à 1902, puis 9A quai du Havre.
À Rouen, il est initié à la franc-maçonnerie en 1866 et membre de la loge maçonnique, La Constance éprouvée.

## Distinctions
- Officier d'académie (1865).
- Officier de l'Instruction publique (1884).
- Chevalier de la Légion d'honneur (décret du 3 septembre 1891).

## Œuvres
- Histoire de Rouen, Rouen, E. Augé, 1884, 198 p.
- Revenus et salaires de la généralité de Rouen au XVIIIe siècle, Rouen, Cagniard, 1886 (lire en ligne [PDF]).

## Sources
- « Achille Lefort », dans le Dictionnaire des parlementaires français (1889-1940), sous la direction de Jean Jolly, PUF, 1960 [détail de l’édition].
- « Mort de M. Achille Lefort », Le Journal de Rouen, no 64,‎ 4 mars 1912, p. 2.